# Belorečenskij rajon
Il Belorečenskij rajon (in russo Белореченский район?) è un rajon del Kraj di Krasnodar, nella Russia europea; il capoluogo è Belorečensk.